# Caín Velásquez
Cain Ramirez Velásquez (Salinas, 28 de julho de 1982) é um ex-lutador de artes marciais mistas (MMA) e lutador profissional de westler estadunidense de ascendência mexicana. É ex-campeão do peso-pesado do UFC. Velásquez foi consagrado recebendo o prêmio do Sherdog como o "Lutador do Ano de 2010". Como wrestler, assinou com a WWE em 2019 mas foi demitido em 2020 por conta do alto salário e da pandemia do covid-19 que prejudicaram a empresa.

## Carreira no UFC
Depois de vitórias sobre Jesse Fujarczyk no Strikeforce e Jeremiah Constant no Bodog Fight, Velásquez recebeu uma proposta para lutar no UFC. Caín Velásquez fez sua estreia na UFC contra Brad Morris no UFC 83, e ganhou por nocaute graças ao seu forte ground-pound no início do primeiro round. Velásquez foi elogiado por ter derrotado facilmente Morris. Velásquez definiu o ritmo da luta com os seus socos em Morris e oferecendo muito pouco espaço em troca. Velásquez acertou um forte overhand que derrubou Morris, que então trabalhou seu ground-pound com socos e cotovelos. Depois, Morris conseguiu escapar, e arriscando-se, acertou um soco, Velásquez contra-atacou um uppercut que enviou Morris à lona. O árbitro saltou para deter os ataques de Velásquez antes de Morris perder a consciência.
Em sua luta seguinte, Velásquez derrotou Jake O'Brien no UFC Fight Night 14 por nocaute no primeiro round. Jake O'Brien que estava em ascensão, entra na luta achando que Velásquez, devido a suas credenciais wrestling, seria um bom teste. Caín Velásquez foi novamente elogiado pela sua performance, essa foi a quarta vitória de Velásquez no MMA, com seu quarto nocaute. Na sequência Velásquez nocauteou Denis Stojnić no UFC Fight Night 17, a performance de Velásquez nessa luta impressionou a todos. Velásquez mostrou-se muito evoluído na luta em pé, fazendo combinações de chutes, joelhadas e socos. Após Stojnić, resistir a sequência de ataques do primeiro round, Velásquez partiu com tudo com fortes chutes e socos, levando Stojnić para o chão. Veslasquez conseguiu a montada e massacrou Stojnić. Após a luta Velásquez recebeu o prêmio de "Nocaute da Noite".
Após cinco vitórias por nocaute, Velásquez encarou um forte oponente da divisão dos pesos pesados, o kickboxer Cheick Kongo. Velásquez mostrou mais um vez uma evolução, após receber um forte soco no queixo no primeiro round, Velásquez dominou a luta derrubando Kongo com quedas várias vezes. Velásquez usou muito seu ground-pound em Kongo, que não conseguia reagir na luta. Velásquez venceu por decisão unânime, essa foi sua primeira vitória sem ser por nocaute.
Após suas vitórias Velásquez iria enfrentar Shane Carwin, pelo cinturão interino do peso-pesado do UFC. Em 20 de agosto, no entanto, foi anunciado que Cain Velasquez não enfrentaria Shane Carwin lutando no UFC 104. Já que o presidente do UFC, Dana White, confirmou a possibilidade de Brock Lesnar retornar para enfrentar Carwin no UFC 106. Após o cancelamento da luta de Lesnar e Carwin, foi definido que Carwin enfrentaria Frank Mir, pelo cinturão interino do Pesos Pesados do UFC, e não Velasquez como era o esperado.

### Ascensão na divisão
Após o cancelamento da luta, Velásquez encarou Ben Rothwell no UFC 104. A luta começou com Velásquez usando bastante seu jogo de socos e chutes, após ser atingido por alguns socos, Rothwell agarrou Velásquez para trabalhar o clinch; entretanto, Velásquez o derrubou facilmente e começou a usar seu ground-pound sem descanso, Rothwell tentou levantar-se por duas vezes mas foi derrubado em seguida. Após receber uma sequência de socos, Rothwell foi cambaleando até o seu corner, no início do segundo round Velásquez partiu para cima empurrando Rothwell contra a grade, após sofrer quatro golpes no rosto, sem tentar se defender, o árbitro Steve Mazegatti interrompeu a luta. Rothwell protestou, mas após Joe Rogan entrevista-lo e mostrar a situação do TKO, Rothwell concordou com o nocaute.
Após a ascensão, Dana White marcou uma luta para por em prova as habilidades de Velásquez contra o ex-Campeão dos Pesos Pesados do Pride e ex-Campeão interino dos Pesos Pesados do UFC, a lenda do MMA mundial Rodrigo "Minotauro" Nogueira em 2 de janeiro de 2010, UFC 108. O duelo entre Velásquez e Minotauro foi cancelado devido a uma infecção de Minotauro. A luta foi remarcada para 20 de fevereiro de 2010, no UFC 110, em Sydney na Austrália. Dana White confirmou antes da luta, que o vencedor seria credenciado a ser o segundo principal desafiante ao cinturão. Na luta, Velásquez mostrou que não estava intimidado por enfrentar Minotauro, Velásquez mais uma vez mostrou uma incrível evolução no seu jogo em pé, acertando uma forte sequência com um uppercut e nocauteando Minotauro aos 2:20 do primeiro round. Em entrevista após a luta, Minotauro reconheceu o futuro brilhante de Velásquez.

### A Conquista do cinturão
Em Anaheim, no UFC 121, Cain tornou-se campeão mundial dos pesos-pesados, vencendo Brock Lesnar por nocaute técnico ainda no primeiro round.
Um dos donos do UFC, Lorenzo Fertitta confirmou o combate entre o campeão Cain Velasquez e o desafiante nº1 Junior dos Santos para o UFC 139 em San José, Califórnia, EUA.

### Perda do cinturão
No UFC on FOX, o primeiro a ser transmitido na TV aberta, Caín Velásquez foi derrotado por Junior dos Santos aos 1:04min do primeiro round por nocaute técnico, após levar um swing (soco descendente) de direita seguido de vários socos. Esta foi a primeira derrota de Caín Velásquez na carreira, culminando com a perda do cinturão dos pesos-pesados.

### Após a perda do cinturão
Velásquez era esperado para enfrentar Frank Mir no UFC 146, mas Alistair Overeem que disputaria no cinturão no evento, foi pego no doping e Mir foi para a disputa de cinturão. Velásquez enfrentou então Antônio Pezão, no começo da luta Velásquez executou uma derrubada, enquanto por cima acertou uma cotovelada que abriu um corte na testa de Pezão, que sangrava abundantemente. O juiz parou a luta aos 3:36 do primeiro round e Velásquez venceu por nocaute técnico. Após o massacre, foi confirmado que Velásquez iria receber a chance de disputar o cinturão dos pesos-pesados no UFC 155.

### Recuperação do cinturão
No dia 29 de dezembro de 2012, Velásquez vence sua revanche contra Júnior dos Santos no UFC 155 e se torna novamente campeão da categoria peso-pesado. Na revanche, Velásquez derrotou Dos Santos em uma atuação dominante através de uma decisão unânime (50-45, 50-43, 50-44). Velásquez se tornou o primeiro lutador na história do UFC depois de quedar Dos Santos 11 vezes e desferir mais de 100 socos em uma disputa de cinturão. Foi a luta que teve mais quedas em 2012, com Caín colocando o Cigano para baixo mais de 10 vezes. 
Velásquez fez sua primeira defesa de Cinturão do UFC contra Antônio Pezão em 25 de maio de 2013 no UFC 160 e venceu por nocaute técnico no primeiro round.
Velásquez defendeu o seu cinturão novamente em uma terceira luta contra Junior dos Santos no dia 19 de Outubro de 2013 no UFC 166. Na luta, Velásquez defendeu o seu titulo pela segunda vez, após vencer novamente Junior dos Santos. Caín Velásquez foi dominante em toda a luta, vencendo por nocaute técnico no quinto round.

### Perda de cinturão
Caín voltou no dia 14 de junho de 2015 contra Fabrício Werdum na Cidade do México. Os dois lutadores foram os treinadores no primeiro TUF América Latina que também ocorreu em solo mexicano. Após quase 2 anos sem lutar, Velásquez não se apresentou bem, sem o "famoso cardio", já sofrendo um corte em cima do olho esquerdo, foi presa fácil quando caiu dentro da guarda fechada de Fabricio Werdum que finalizou Cain Velásquez na guilhotina aos 2m13 do terceiro round.
Velásquez recebeu a revanche imediata, tendo sido marcada a luta contra Werdum para o 6 de Fevereiro de 2016 no UFC 196. Porém, uma lesão o afastou do octógono, sendo substituído por Stipe Miocic, que se tornou campeão no UFC 196.

#### UFC 200
Velásquez venceu Travis Browne no primeiro round do UFC 200 por nocaute técnico. Após apresentar diversas novas técnicas como chutes rodados, Cain voltou a impressionar e recebeu o prêmio de Performance da Noite.

### A prisão do ex-Campeão
No dia 28 de março de 2022, Cain foi preso após supostamente disparar contra um carro com três ocupantes, o alvo do ex-campeão era o suposto autor das agressões sexuais contra a sua filha, Harry Eugene Goularte, de 43 anos, um homem que vive em San Martin na Califórnia, e que trabalha em uma creche  administrada pela  própria mãe. 
Segundo os promotores, Velasquez perseguiu a caminhonete que levava Harry Goularte e mais 3 pessoas, por três cidades do Vale do Silício, até que bateu no veículo utilizando a sua própria caminhonete. Ao descer do veículo, ele disparou várias vezes com uma pistola calibre .40 contra a caminhonete, ferindo o padrastro de Goularte, que estava dirigindo, no tronco e no braço. Embora o homem estivesse no carro que foi alvejado por Cain, o suposto acusado não foi ferido.
A defesa de Velasquez entrou com um pedido de fiança no valor de US$1 milhão (aproximadamente R$5 milhões), além do monitoramento eletrônico, supervisão por 24 horas e realocação para unidade de internação fora do estado.
Na ocasião, a apelação foi negada pela juíza Shelyna Brown, em uma audiência que durou cerca de 30 minutos.
Supostamente, Velasquez está preso por motivação de "justiça com as próprias mãos", envolvimento em perseguição automobilística, disparo por arma de fogo e tentativa de homícidio.
A emissora NBC Bay Area fez uma cobertura completa sobre o caso de Cain, que teve o seu pedido de fiança negado no dia 8 de março de 2022, pois a juíza entendeu que Velasquez é um perigo para a sociedade.
Harry Eugene Goularte, está em liberdade sob fiança com medidas restritivas em sua casa em Morgan Hill, onde deve permanecer com uma pulseira de monitoramento eletrônico e está proibido de se aproximar de crianças menores de 14 anos, devendo manter no mínimo 100 metros de distância.
No dia 10 de junho de 2022, Cain deve voltar aos tribunais para saber se o caso será levado à julgamento ou se ocorrerá um acordo entre as partes envolvidas.

## Títulos
- Ultimate Fighting Championship ex-Campeão Peso-Pesado do UFC (duas vezes)
  - Duas defesas de título
  - Performance da Noite (Uma vez)
  - Nocaute da Noite (3 vezes)
  - Recorde de defesas de título consecutivas da categoria peso-pesado do UFC(ao lado de Randy Couture,Andrei Arlovski,Tim Sylvia, Brock Lesnar e Stipe Miocic) (2)
  - Maior número de vitorias por Nocaute da categoria peso-pena do UFC (9)
- FIGHT! Magazine
  - Lutador do ano: 2010
- Sherdog
  - Melhor lutador do Ano: 2010[1]

## Cartel no MMA
| Cartel no MMA   |             |            |
| 17 lutas        | 14 vitórias | 3 derrotas |
| Por nocaute     | 12          | 2          |
| Por finalização | 0           | 1          |
| Por decisão     | 2           | 0          |
| Empates         | 0           | 0          |

| Res.    | Cartel | Oponente                 | Método                   | Evento                                | Data       | Round | Tempo | Local                   | Notas                                                   |
| ------- | ------ | ------------------------ | ------------------------ | ------------------------------------- | ---------- | ----- | ----- | ----------------------- | ------------------------------------------------------- |
| Derrota | 14-3   | Francis Ngannou          | Nocaute Técnico (socos)  | UFC on ESPN: Ngannou vs. Velasquez    | 17/02/2019 | 1     | 0:26  | Phoenix, Arizona        | Se aposentou do MMA em Outubro de 2019.                 |
| Vitória | 14-2   | Travis Browne            | Nocaute Técnico (socos)  | UFC 200: Tate vs. Nunes               | 09/07/2016 | 1     | 4:57  | Las Vegas, Nevada       | Performance da Noite.                                   |
| Derrota | 13-2   | Fabricio Werdum          | Finalização (guilhotina) | UFC 188: Velasquez vs. Werdum         | 14/06/2015 | 3     | 2:13  | Cidade do México        | Perdeu o Cinturão Peso Pesado do UFC.                   |
| Vitória | 13-1   | Junior dos Santos        | Nocaute Técnico (socos)  | UFC 166: Velasquez vs. Dos Santos III | 19/10/2013 | 5     | 3:09  | Houston, Texas          | Defendeu o Cinturão Peso Pesado do UFC.                 |
| Vitória | 12-1   | Antônio Pezão            | Nocaute Técnico (socos)  | UFC 160: Velasquez vs. Silva II       | 25/05/2013 | 1     | 1:21  | Las Vegas, Nevada       | Defendeu o Cinturão Peso Pesado do UFC.                 |
| Vitória | 11-1   | Junior dos Santos        | Decisão (unânime)        | UFC 155: dos Santos vs. Velasquez II  | 29/12/2012 | 5     | 5:00  | Las Vegas, Nevada       | Ganhou o Cinturão Peso Pesado do UFC.                   |
| Vitória | 10-1   | Antônio Pezão            | Nocaute Técnico (socos)  | UFC 146: dos Santos vs. Mir           | 26/05/2012 | 1     | 3:36  | Las Vegas, Nevada       |                                                         |
| Derrota | 9-1    | Junior dos Santos        | Nocaute (socos)          | UFC on Fox: Velasquez vs. Dos Santos  | 12/11/2011 | 1     | 1:04  | Anaheim, California     | Perdeu o Cinturão Peso Pesado do UFC.                   |
| Vitória | 9-0    | Brock Lesnar             | Nocaute Técnico (socos)  | UFC 121: Lesnar vs. Velasquez         | 23/10/2010 | 1     | 4:12  | Anaheim, California     | Ganhou o Cinturão Peso Pesado do UFC; Nocaute da Noite. |
| Vitória | 8-0    | Antônio Rodrigo Nogueira | Nocaute (socos)          | UFC 110: Nogueira vs. Velasquez       | 20/02/2010 | 1     | 2:20  | Sydney                  | Nocaute da Noite.                                       |
| Vitória | 7-0    | Ben Rothwell             | Nocaute Técnico (socos)  | UFC 104: Machida vs. Shogun           | 24/10/2009 | 2     | 0:58  | Los Angeles, California |                                                         |
| Vitória | 6-0    | Cheick Kongo             | Decisão (unânime)        | UFC 99: The Comeback                  | 19/06/2009 | 3     | 5:00  | Colônia                 |                                                         |
| Vitória | 5-0    | Denis Stojnić            | Nocaute Técnico (socos)  | UFC Fight Night: Lauzon vs. Stephens  | 07/02/2009 | 2     | 2:34  | Tampa, Florida          | Nocaute da Noite.                                       |
| Vitória | 4-0    | Jake O'Brien             | Nocaute Técnico (socos)  | UFC Fight Night: Silva vs. Irvin      | 19/07/2008 | 1     | 2:02  | Las Vegas, Nevada       |                                                         |
| Vitória | 3-0    | Brad Morris              | Nocaute Técnico (socos)  | UFC 83: Serra vs. St. Pierre II       | 19/04/2008 | 1     | 2:10  | Montreal, Quebec        | Estreia no UFC.                                         |
| Vitória | 2-0    | Jeremiah Constant        | Nocaute Técnico (socos)  | Bodog Fight: St. Petersburg           | 16/12/2006 | 1     | 4:00  | São Petersburgo         |                                                         |
| Vitória | 1-0    | Jesse Fujarczyk          | Nocaute Técnico (socos)  | Strikeforce: Tank vs. Buentello       | 07/10/2006 | 1     | 1:58  | Fresno, Califórnia      | Estreia no Strikeforce.                                 |